# Зяблов Володимир Григорович
Володимир Григорович Зяблов (5 лютого 1928, місто Докучаєвськ — 2004, місто Докучаєвськ Донецької області) — український радянський діяч, машиніст екскаватора Докучаєвського флюсо-доломітного комбінату Донецької області. Герой Соціалістичної Праці (30.03.1971). Депутат Верховної Ради УРСР 9—10-го скликань.

## Біографія
За паспортними даними народився в місті Докучаєвську, тепер Донецької області.
У 1944—1945 роках — тесляр будівельного управління в місті Москві, помічник машиніста екскаватора Оленівського рудоуправління Волноваського району Сталінської області.
З 1945 року — машиніст, старший машиніст екскаватора Докучаєвського флюсо-доломітного комбінату Волноваського району Донецької області.
Член КПРС з 1959 року.
Освіта середня спеціальна.
Потім — на пенсії в місті Докучаєвську Донецької області.

## Нагороди
- Герой Соціалістичної Праці (30.03.1971)
- орден Леніна (30.03.1971)
- орден Трудового Червоного Прапора
- ордени
- медалі